# 辰野パーキングエリア

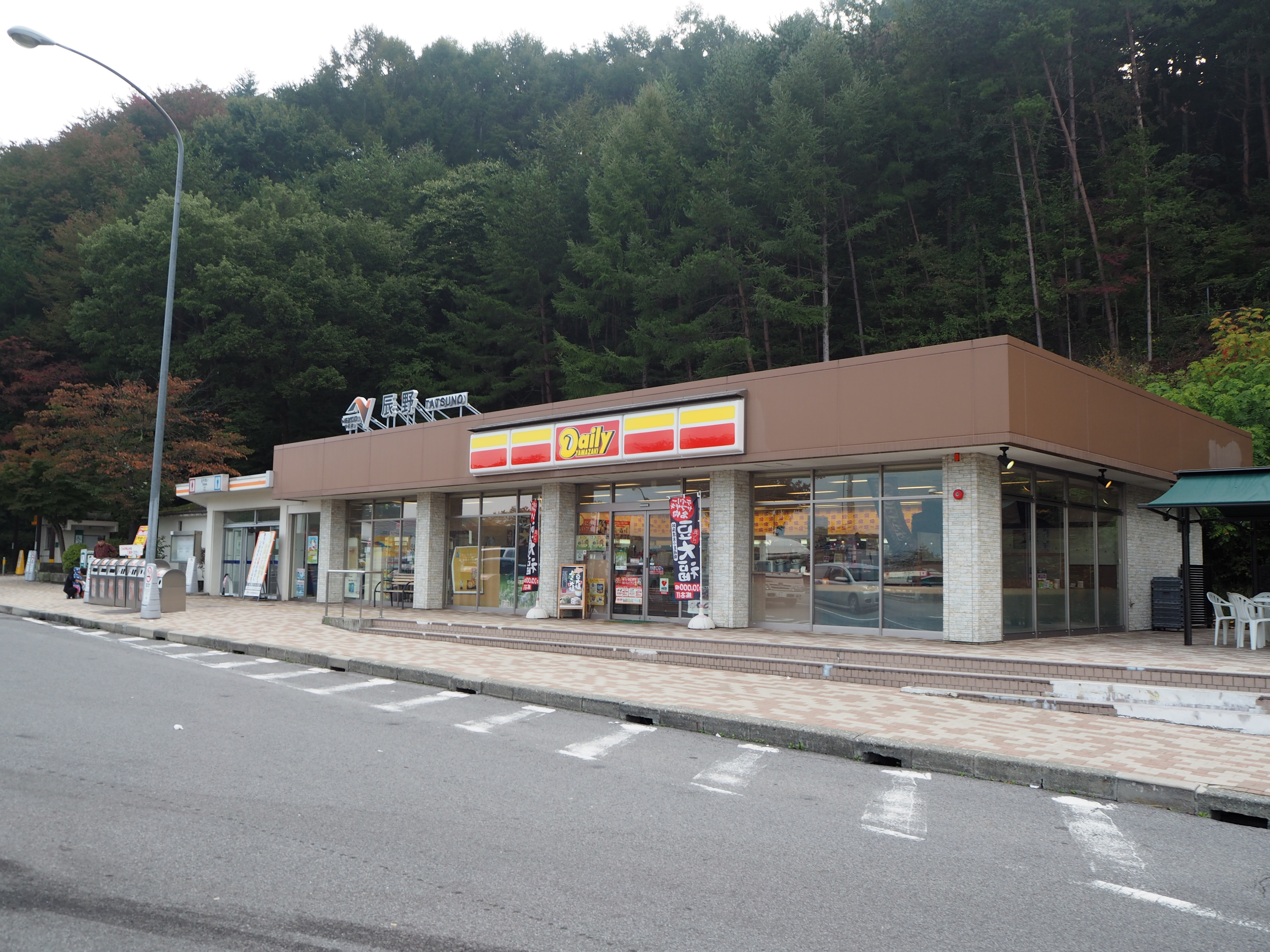
下り線施設

辰野パーキングエリア（たつのパーキングエリア）は、長野県上伊那郡辰野町にある中央自動車道のパーキングエリアである。

## 道路
- E19 中央自動車道

## 施設

### 上り線（長野・東京方面）
- 駐車場
  - 大型  - 8台
  - 小型 - 18台
- トイレ
  - 男性 - 大2（和式1・洋式1）・小5
  - 女性 - 6（和式1・洋式5）
  - 車椅子用 - 1
- コンビニエンスストア「デイリーヤマザキ」（24時間）
- 自動販売機

### 下り線（名古屋・大阪方面）
- 駐車場
  - 大型 - 8台
  - 小型 - 19台
- トイレ
  - 男性 - 大2（和式1・洋式1）・小5
  - 女性 - 6（和式1・洋式5）
  - 車椅子用 - 1
- コンビニエンスストア「デイリーヤマザキ」（イートインコーナー併設。24時間）
  - ゆうちょ銀行ATM（0:05 - 23:55） - 2019年1月22日 - 1月23日に東京スター銀行ATMから置き換えられた[1]。

### 辰野バスストップ
辰野バスストップは、辰野パーキングエリアに併設されている中央自動車道のバス停留所である。県道上には、伊那インターBSと同じく高速バス利用者用の有料駐車場が設置されている。

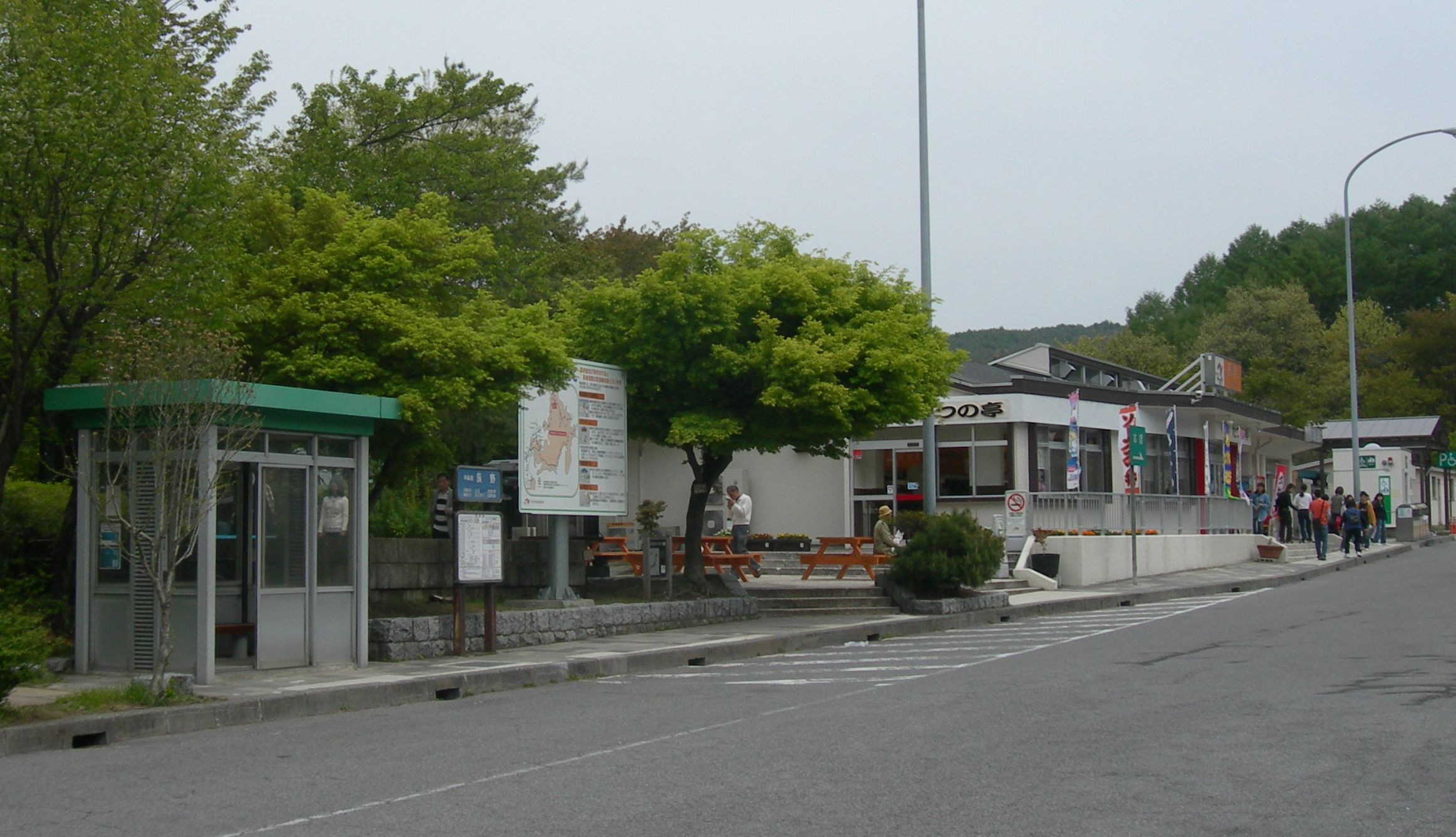
上りバス停(左端)

#### 停車する路線
- 飯田 - 新宿線（中央高速バス、伊那バス・信南交通・アルピコ交通・京王バス）
川岸BS - 辰野BS - 箕輪BS
- 駒ヶ根・伊那 - 新宿線（中央高速バス、伊那バス・信南交通・山梨交通・フジエクスプレス・京王バス）
川岸BS（超特急便の停車バス停は中央道日野） - 辰野BS - 箕輪BS
- 飯田 - 横浜線（ベイブリッジ号、伊那バス）
横浜駅東口 - 辰野BS - 箕輪BS
- 茅野・諏訪・岡谷 - 大阪（梅田）線（アルペン諏訪号、アルピコ交通・阪急バス）
京都深草 - 辰野BS - 今井BS
- 松本 - 名古屋線（中央道高速バス、アルピコ交通・名鉄バス）
桃花台BS - 辰野BS - 岡谷BS
- 飯田 - 長野線（みすずハイウェイバス、伊那バス・信南交通・アルピコ交通）
箕輪BS - 辰野BS - 川岸BS
- 飯田 - 立川線（立川バス、京王バス、伊那バス）
立川駅南口 - 辰野BS - 箕輪BS
- 駒ヶ根・伊那 - 新宿線（トラビスジャパン）
トラビス諏訪インター - 辰野BS - 箕輪BS
- 山梨 - 京都・大阪線（トラビスジャパン）
長坂高根BS - 辰野BS（当地にて駒ヶ根・飯田 - 京都・大阪線に乗換）
- 駒ヶ根・飯田 - 京都・大阪線（トラビスジャパン）
辰野BS - 箕輪BS

## 伊北IC仮出入口
小淵沢IC - 伊北ICの建設は、諸事情により時間を要したため、辰野町市街地の混雑が激しくなった。そこで1977年（昭和52年）10月4日から1980年（昭和55年）9月まで、伊北ICより東京寄り5.6kmの地点（このPAの場所より岡谷寄りの場所）に仮出入口が設けられていた。なお、伊北IC - 同仮出入口間は、現在の上り線を使っての対面通行であった。
現在、この仮出入口があったことを示す痕跡は何も残っていない。

## 隣
E19 中央自動車道
(21) 岡谷JCT - 川岸BS - 辰野PA - (22) 伊北IC - (23) 伊那IC